# بيغاسوس ميل
بيغاسوس ميل (بالإنجليزية: Pegasus Mail)‏ هو عميل بريد إلكتروني مملوك، طوَّره دايفيد هاريس (الذي طوَّر أيضًا ميركوري إم تي إس [الإنجليزية]). تم إصداره في الأصل عام 1990. يمكن ترك البرنامج يعمل بشكل دائم للبريد، ويتضمن أدوات قوية لإعلام المستخدم عند وصول بريد جديد.
يعدُّ بيغاسوس ميل برنامجًا مُتعدِّد اللُغات، ومُتعدِّد المُستخدمين ويمكن تثبيته على أجهزة كمبيوتر فردية وعلى الشبكات المحلية. بالإضافة إلى ذلك، يدعم البروتوكولات القياسيَّة (بروتوكول نقل البريد البسيط وبروتوكول الوصول إلى رسائل الإنترنت وبروتوكول مكتب البريد 3 و بروتوكول النفاذ إلى الدليل البسيط و بروتوكول بي إتش [الإنجليزية]) ويوفر مجموعةً كاملةً من الأدوات لإدارة صندوق البريد الخاص بالمُستخدم.